# Raúl Entrerríos Rodríguez
Raúl Entrerríos Rodríguez (Gijón, Asturija, 12. veljače 1981.) je španjolski rukometaš. Igra na poziciji lijevog vanjskog napadača. Španjolski je reprezentativac.  Trenutačno igra za španjolski klub Barcelonu. Još je igrao za Naranco, Ademar Leon i Valladolid.
Osvajač je zlata na SP 2005. i Mediteranskim igrama 2005., srebra na EP 2006. i brončane medalje OI u Pekingu 2008. Osvojio je brojne klupske naslove u Španjolskoj i Europi. 
Brat je španjolskog reprezentativnog rukometaša Alberta Entrerríosa.
Proglašen je najboljim igračem Europskog prvenstva 2016. u Poljskoj, na kojem je osvojio srebrno odličje. Na prvenstvu je zabio 24 pogotka u 8 susreta.
Za Španjolsku nacionalnu momčad igra od 2003. te je bio njeinim kapetanom na Svjetskom prvenstvu 2005. u Tunisu, te Europskim prvenstvima 2006. u Švicarskoj i 2016. u Poljskoj.

## Vanjske poveznice
- BM Valladolid. - Raúl ENTRERRÍOS Rodríguez  Arhivirana inačica izvorne stranice od 15. prosinca 2009. (Wayback Machine)